# Джон Маккарті
Джон Маккарті (англ. John McCarthy; 4 серпня 1927 року, Бостон, США — 24 жовтня 2011, Стенфорд) — американський інформатик та дослідник мислення, який вважається винахідником терміна «Штучний інтелект», який він вжив у своїх пропозиціях 1955 року до конференції в Дартмуті 1956, винахідник мови LISP. Лауреат премії Тюрінга у 1971 за свій значний внесок в галузі штучного інтелекту. Називав себе атеїстом («я вірю у Бога, як у вовкулаку. До речі, я атеїст.»)

## Молоді роки та освіта
Джон Маккарті народився в Бостоні 4 серпня 1927, в сім'ї двох емігрантів, ірландця Джона Патріка та литовської єврейки Іди Глатт Маккарті. Сім'я була вимушена часто мігрувати протягом великої депресії, аж поки батько Маккарті не знайшов роботу в Лос-Анджелесі.
Маккарті виявив ранню схильність до математики. В юності він вивчив математику за підручниками, що використовувались у розташованому по сусідству Каліфорнійському технологічниму інституті (Caltech). В результаті, коли його прийняли до інституту наступного року, він зміг пропустити перші два роки курсів математики.
Отримавши B.S. з математики у 1948, Маккарті спочатку продовжив своє навчання в Caltech. Він отримав Ph.D. з математики від Принстонського університету у 1951 під керівництвом Соломона Лефшеца.
Маккарті був одружений з Верою Ватсон — програмісткою та альпіністкою, яка зникла під час спроби сходження на Аннапурна I.

## Кар'єра в інформатиці
Після короткотермінових призначень у Принстоні, Стенфорді, Дартмут та MIT, він почав працювати професором у Стенфорді у 1962, де й залишався аж до 2000. Після цього він був  професором-емеритом до своєї смерті.
Маккарті вперше використав математичну логіку в штучному інтелекті. В 1958 він запропонував advice taker, який надихнув пізніші роботи над питаннями-відповідями та логічним програмуванням. Базуючись на лямбда-численні, Lisp швидко став мовою програмування номер один у галузі штучного інтелекту після його публікації в 1960. Він надихнув на створення проекту MAC в MIT, але залишив MIT заради Стенфордського університету у 1962, де допоміг заснувати Стенфордську лабораторію штучного інтелекту, яка протягом багатьох років залишалась дружнім суперником проекту MAC.
В 1961 він був першим, хто публічно припустив, що технологія розподілу комп'ютерного часу може в майбутньому привести до ситуації, в якій обчислювальна потужність і навіть програми будуть продаватись за допомогою бізнес-моделі, аналогічної продажу води чи електрики. Ця ідея була дуже популярною наприкінці 1960, але пригасла в 70-х, коли стало ясно, що апаратне забезпечення та телекомунікації ще не готові. Тим не менш, з 2000 ідея відродилась в нових формах (дивіться наприклад хмарні обчислення).
Від 1978 до 1986 Маккарті розробляв метод окреслення у немонотонній логіці.
1982 року, схоже, саме в нього виникла ідея космічного фонтану, яку потім розглянув Родерік Гайд.
Маккарті часто коментує світові проблеми на форумах Usenet. Деякі з його ідей можна знайти на його вебсторінці, яка «має на меті показати, що матеріальний прогрес людства бажаний і стійкий»Progress and its sustainability [Архівовано 4 жовтня 2013 у Wayback Machine.].
В його оповіданні 2001 року Робот і немовля [Архівовано 6 грудня 2010 у Wayback Machine.] висвітлено проблему, чи повинні роботи мати (або імітувати) емоції, та передбачувані аспекти інтернет-культури і соціальних мереж, які проявились у наступні десятиліття.

## Основні публікації
- McCarthy, J. 1959. Programs with Common Sense [Архівовано 4 жовтня 2013 у Wayback Machine.]. In Proceedings of the Teddington Conference on the Mechanization of Thought Processes, 756-91. London: Her Majesty's Stationery Office.
- McCarthy, J. 1960. Recursive functions of symbolic expressions and their computation by machine. Communications of the ACM 3(4):184-195.
- McCarthy, J. 1963a A basis for a mathematical theory of computation. In Computer Programming and formal systems. North-Holland.
- McCarthy, J. 1963b. Situations, actions, and causal laws. Technical report, Stanford University.
- McCarthy, J., and Hayes, P. J. 1969. Some philosophical problems from the standpoint of artificial intelligence [Архівовано 11 жовтня 2013 у Wayback Machine.]. In Meltzer, B., and Michie, D., eds., Machine Intelligence 4. Edinburgh: Edinburgh University Press. 463—502.
- McCarthy, J. 1977. Epistemological problems of artificial intelligence. In IJCAI, 1038—1044.
- McCarthy, J. 1980. Circumscription: A form of non-monotonic reasoning. Artificial Intelligence 13(1-2):23-79.
- McCarthy, J. 1986. Applications of circumscription to common sense reasoning. Artificial Intelligence 28(1):89-116.
- McCarthy, J. 1990. Generality in artificial intelligence. In Lifschitz, V., ed., Formalizing Common Sense. Ablex. 226—236.
- McCarthy, J. 1993. Notes on formalizing context. In IJCAI, 555—562.
- McCarthy, J., and Buvac, S. 1997. Formalizing context: Expanded notes. In Aliseda, A.; van Glabbeek, R.; and Westerstahl, D., eds., Computing Natural Language. Stanford University. Also available as Stanford Technical Note STAN-CS-TN-94-13.
- McCarthy, J. 1998. Elaboration tolerance. In Working Papers of the Fourth International Symposium on Logical formalizations of Commonsense Reasoning, Commonsense-1998.
- Costello, T., and McCarthy, J. 1999. Useful counterfactuals. Electronic Transactions on Artificial Intelligence 3(A):51-76
- McCarthy, J. 2002. Actions and other events in situation calculus. In Fensel, D.; Giunchiglia, F.; McGuinness, D.; and Williams, M., eds., Proceedings of KR-2002, 615—628.

## Виноски
1. 1 2 3 4  http://amturing.acm.org/award_winners/mccarthy_0239596.cfm
2. ↑  https://www.latimes.com/nation/la-xpm-2011-oct-27-la-me-john-mccarthy-20111027-story.html
3. 1 2 3 4 5 6 7 8 9 10 11 12 13 14 15 16 17 18 19 20 21 22 23 24 25 26  Математичний генеалогічний проєкт — 1997.
4. ↑  https://awards.acm.org/fellows/award-recipients
5. ↑  NNDB — 2002.
6. ↑   [Архівовано 4 жовтня 2013 у Wayback Machine.] [Архівовано 21 листопада 2005 у Wayback Machine.]By the way I'm an atheist. (McCarthy John. March 7, 2003)
7. ↑  Hayes, Patrick J.; Leora Morgenstern (2007). On John McCarthy's 80th Birthday, in Honor of his Contributions. AI Magazine. Association for the Advancement of Artificial Intelligence. 28 (4): 93—102. Архів оригіналу за 23 вересня 2011. Процитовано 24 листопада 2010.
8. ↑  McCarthy, John. Recursive Functions of Symbolic Expressions and Their Computation by Machine. CACM. 3 (4): 184—195.
9. ↑  Розміщено в Usenet у sci.space.tech 1 серпня 1994